# Robert Townsend (acteur)
Robert Townsend (Chicago, 6 februari 1957) is een Amerikaanse acteur, komiek, regisseur en draaiboekauteur. Townsend is vooral bekend door het regisseren van de films Hollywood Shuffle (1987), Eddie Murphy Raw (1987), The Meteor Man (1993), The Five Heartbeats (1991) en diverse andere films en stand-upspecials. Hij is vooral bekend om zijn gelijknamige titelloze personage, Robert Peterson als de hoofdrol, zoals in de WB-sitcom The Parent 'Hood (1995-1999), een serie die hij creëerde en waarvan hij geselecteerde afleveringen regisseerde. Townsend staat ook bekend om zijn rol als Donald 'Duck' Matthews in zijn film The Five Heartbeats uit 1991. Later schreef, regisseerde en produceerde hij Making The Five Heartbeats (2018), een documentaire over het productieproces en een kijkje achter de schermen bij het maken van de film. Townsend staat ook bekend om zijn productiebedrijf Townsend Entertainment, dat films heeft geproduceerd als Playin' for Love,  In the Hive en meer. Tijdens de jaren 1980 en het begin van de jaren 1990 kreeg Townsend nationale bekendheid door zijn stand-upcomedy-routines en optredens in The Tonight Show met Johnny Carson in de hoofdrol. Townsend heeft met talent gewerkt, waaronder Halle Berry, Morgan Freeman, Chris Tucker, Beyoncé, Denzel Washington.

## Jeugd en carrière
Townsend was de tweede van vier kinderen van Shirley Jenkins en Ed Townsend. Zijn moeder voedde hem en zijn drie broers en zussen uiteindelijk op als een alleenstaande ouder. Townsend groeide op aan de westkant van de stad, ging naar de Austin High School en studeerde af in 1975. Als tiener raakte hij geïnteresseerd in acteren. Tijdens een lezing van Sophocles' Oedipus Rex op de middelbare school, trok Townsend de aandacht van het X Bag Theatre in Chicago, The Experimental Black Actors Guild. Townsend deed later auditie voor rollen bij Chicago's Experimental Black Actors' Guild en trad op in lokale toneelstukken terwijl hij studeerde aan de beroemde Second City comedy workshop voor improvisatie in 1974. Townsend had een korte niet-vermelde rol in de film Cooley High uit 1975
Na de middelbare school schreef Townsend zich in aan de Illinois State University, studeerde een jaar en verhuisde later naar New York om te studeren aan de Negro Ensemble Company. Townsends moeder was van mening dat hij zijn hbo-opleiding moest afronden, maar hij vond dat de universiteit tijd wegnam van zijn passie voor acteren, en hij stopte al snel met school om zijn acteercarrière voltijds na te streven.
Townsend deed auditie om deel uit te maken van Saturday Night Live's 1980-1981 cast, maar werd afgewezen in het voordeel van Eddie Murphy. In 1982 verscheen Townsend als een van de hoofdpersonen in de PBS-serie Another Page, een programma geproduceerd door Kentucky Educational Television, dat geletterdheid leerde aan volwassenen door middel van series verhalen. Townsend verscheen later in kleine delen in films als A Soldier's Story (1984), geregisseerd door Norman Jewison, en kreeg na het succes veel grotere rollen in films als The Mighty Quinn (1989) met Denzel Washington.
In 1987 schreef, regisseerde en produceerde Townsend de satire Hollywood Shuffle, gebaseerd op de ontberingen en obstakels die zwarte acteurs ondergaan in de filmindustrie. Het succes van zijn eerste project hielp hem om zich in de industrie te vestigen. Een andere van zijn films was The Five Heartbeats, gebaseerd op r&b-mannengroepen uit de jaren 1960 en de beproevingen van de muziekindustrie. Townsend creëerde en produceerde twee televisieprogramma's: de met CableACE bekroonde Robert Townsend and His Partners in Crime voor HBO en het Fox Television-programma Townsend Television (1993). Hij creëerde ook en speelde in de sitcom The Parent 'Hood van het WB Network, die oorspronkelijk liep van januari 1995 tot juli 1999. In 2018 regisseerde Townsend ook 2 afleveringen voor de B.E.T. Series American Soul die in 2019 werd uitgezonden. De show gaat over Don Cornelius en Soul Train. Townsend was programmadirecteur bij Black Family Channel, maar het netwerk stopte in 2007. Townsend richtte de Robert Townsend Foundation op, een non-profitorganisatie wiens missie het is om nieuwe niet-gecontracteerde filmmakers te introduceren en te helpen.

## Privé
Townsend is vader van drie kinderen, waaronder actrice Skye Townsend.

## Awards en andere vermeldingen
Townsend regisseerde de tv-film Livin' for Love: The Natalie Cole Story uit 2001, waarvoor Cole de NAACP Image Award won als «Outstanding Actress in a Television Movie, Mini-Series of Dramatic Special». Townsend regisseerde ook twee televisiefilms in respectievelijk 2001 en 2002, Carmen: A Hip Hopera en 10.000 Black Men Named George. In 2013 werd Townsend genomineerd voor een Ovation Award in de categorie «Lead Actor in a Musical» voor zijn rol als Dan in het La Mirada Theater voor de Performing Arts-productie van Next to Normal.

## Filmografie
- 1975: Cooley High
- 1984: A Soldier's Story
- 1985: American Flyers
- 1986: Ratboy
- 1987: Hollywood Shuffle
- 1989: The Mighty Quinn
- 1991: The Five Heartbeats
- 1993: The Meteor Man (regie)
- 1995–1999: The Parent Hood
- 1997: B*A*P*S (regie)
- 1999: Taxman
- 1999: Jackie's Back! (regie)
- 2000: Up, Up, and Away (regie)
- 2000: Holiday Heart (regie)
- 2001: Carmen: A Hip Hopera (regie)
- 2002: 10,000 Black Men Named George (regie)
- 2002: I Was a Teenage Faust
- 2003: Black Listed (regie)
- 2009: Phantom Punch (regie)
- 2012: In the Hive (regie)
- 2012: Scooby-Doo! Music of the Vampire
- 2014: Playin' for Love (regie)

- Bibliothèque nationale de France: cb14043882n (data)
- Gemeinsame Normdatei: 143813854
- International Standard Name Identifier: 0000 0001 1574 7033
- Library of Congress Control Number: n87921578
- MusicBrainz: 7c7dd479-8847-4793-b916-a106ab5a05f7
- Nationale Bibliotheek van Tsjechië: xx0180725
- Nationale Bibliotheek van Israël: 987007336946305171
- Nederlandse Thesaurus van Auteursnamen: 111843839
- Istituto Centrale per il Catalogo Unico: LO1V258039
- SNAC: w6cv5d5z
- Virtual International Authority File: 74052947
- WorldCat: E39PBJjmM9kp6fdBpcBqhhF9Xd